# HD 37594
HD 37594，又名BD-03 1166，SAO 132424、HR 1940，是一颗恒星，视星等为6，位于銀經207.81，銀緯-17.61，其B1900.0坐标为赤經5h 34m 32.2s，赤緯-3° -17.61′ 14″。